# Ceratojoppa insperata
Ceratojoppa insperata là một loài tò vò trong họ Ichneumonidae.